# 联邦议会 (缅甸)
联邦議會是缅甸联邦共和國两院制立法权力机构，由上院民族院（အမျိုးသားလွှတ်တော်）和下院人民院（ပြည်သူ့လွှတ်တော်）组成。

## 历史

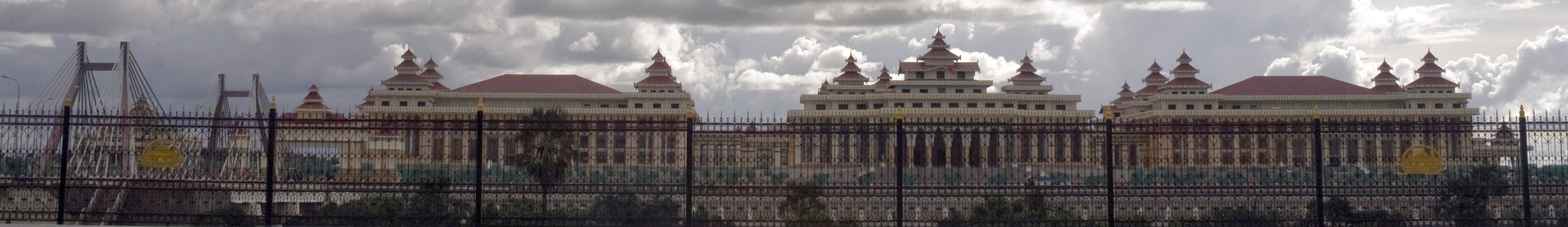
议会大厦全景，2010年10月

目前两院议员任期一般为五年，每五年选举一次。國會任期五年，並且會推選總統、副總統和議長。
2012年9月6日，国会通过投票弹劾了宪法法院的九名法官。事件由2012年3月下旬宪法法院裁定国会委员会不具传召部长的宪赋权力而引发。巩固与发展党（USDP）与全国民主联盟（NLD）都支持弹劾，而占议会四分之一议席的军方代表投了反对票。
2021年2月1日，由敏昂來為首的緬甸國防軍發動軍事政變，拘捕了以昂山素季為首的全國民主聯盟的主要政府官員，隨後軍事政變奪權成功，宣布國家進入一年的緊急狀態，解散了聯邦議會。2020年，由緬甸議會選舉中當選的全國民主聯盟眾議院和民族院的17名議員領導成立緬甸聯邦議會代表委員會，是反對國家領導委員會的緬甸聯邦議會議員所組建的立法機構。

## 組成
2008年通过的新宪法规定两院必须提供四分之一的席位归军人所有，因此任命产生的军人议席在人民院和民族院各占110席和56席。其余人民院的330席和民族院的168席由各政党候选人通过竞选角逐产生。
每個省或邦在民族院各有12席，以直接選舉選出，14個省和邦合計168席，加上56席軍方議員為224席。
全國330個鎮區在人民院各有1席，以直接選舉選出，共330席，加上110席軍方議員為440席。

## 历次选举

### 2010年选举
2010年11月7日举行，联邦巩固与发展党在人民院、民族院分别获得259席与129席。

### 2012年补选
2012年4月1日举行，共有17个政党的160名候选人角逐45个议席。这是民主派领袖昂山素姬领导的全国民主联盟自1990年以来首次参与的一次选举。最终全国民主联盟在补选中获得了43席（联邦议会人民院37席、民族院4席共计41席，地方议会2席），因此成为缅甸联邦议会中的第二大政党和最大的反对党，昂山素姬于5月2日首次入职联邦议会。

### 2015年选举
全国民主联盟在上、下院各获得134席、253席成为国会最大政党，联邦巩固与发展党在上、下院各获得12席、29席列第二位。